# هازل جونسون براون
هازل جونسون براون(بالإنجليزية: Hazel Winifred Johnson-Brown)‏، (ولدت في 10 أكتوبر 1927 - توفيت في 5 أغسطس 2011) هي ممرضة ومربية خدمت في جيش الولايات المتحدة ما بين سنتي 1955 إلى 1983. وأول امرأة سوداء تتقلد منصب جنرال في جيش الولايات المتحدة  كما شغلت منصب مديرة معهد والتر ريد للجيش للتمريض.

## حياتها
ولدت هازل جونسون في عام 1927 في غرب تشيستر، بنسلفانيا، نشأت في مزرعة والدها في مقاطعة تشيستر، بالقرب من مدينة مالفيرن. عندما كانت في الثانية عشرة من عمرها، كانت تطمح منذ بلغت الثانبة عشر من عمرها إلى أن تصبح ممرضة في المستقبل، تقدمت بطلب إلى مدرسة ويست تشستر للتمريض لكنه قوبل بالرفض كونها امرأة سوداء. انتقلت بعدها إلى مدينة نيويورك، وسجّلت في كلية التمريض في هارلم للتمريض عام 1947.

### زواجها
في عام 1981 ، تزوجت جونسون براون من ديفيد براون. انتهى زواجهما بالطلاق دون إنجاب أطفال.

### الحياة العملية
جندت جونسون براون في الجيش في عام 1955 ، بعد فترة وجيزة من الرئيس هاري ترومان حظر الفصل والتمييز في الخدمات المسلحة. في عام 1960 أصبحت جونسون-براون ملازما أولا وانضمت إلى فيلق التمريض بالجيش. كانت ممرضة في اليابان ثم ممرضة في كوريا. حصلت على درجة البكالوريوس في التمريض من جامعة فيلانوفا في عام 1959. ثم حصلت على درجة الماجستير في تعليم التمريض من جامعة كولومبيا (1963) ودرجة الدكتوراه في إدارة التعليم من الجامعة الكاثوليكية الأمريكية (1978).
خدمت جونسون براون في المستشفيات العسكرية في اليابان في بداية حياتها المهنية. وخلال حرب فيتنام ، قامت بتدريب الممرضات استعدادًا للانتشار في جنوب شرق آسيا. في1970 ، تولت جونسون براون منصب مدير معهد والتر ريد الجيش للتمريض.
في عام 1979 تمت ترقية جونسون براون إلى رتبة عميد عام كرئيس لفيلق الممرضين بالجيش، وخي بذلك تكون أول شخص أسود يشغل منصب جنرال في الجيش الأمريكي، وأول امرأة سوداء تعمل كممرضة عليا بالجيش.
في عام 1983 تقاعدت جونسون براون من الخدمة في الجيش الأمريكي، وبدأت العمل في منصب مدير قسم الشؤون الحكومية في جمعية التمريض الأمريكية. في عام 1986، ثم عملت بعدها أستاذة تمريض في جامعة جورج ماسون .

## وفاتها

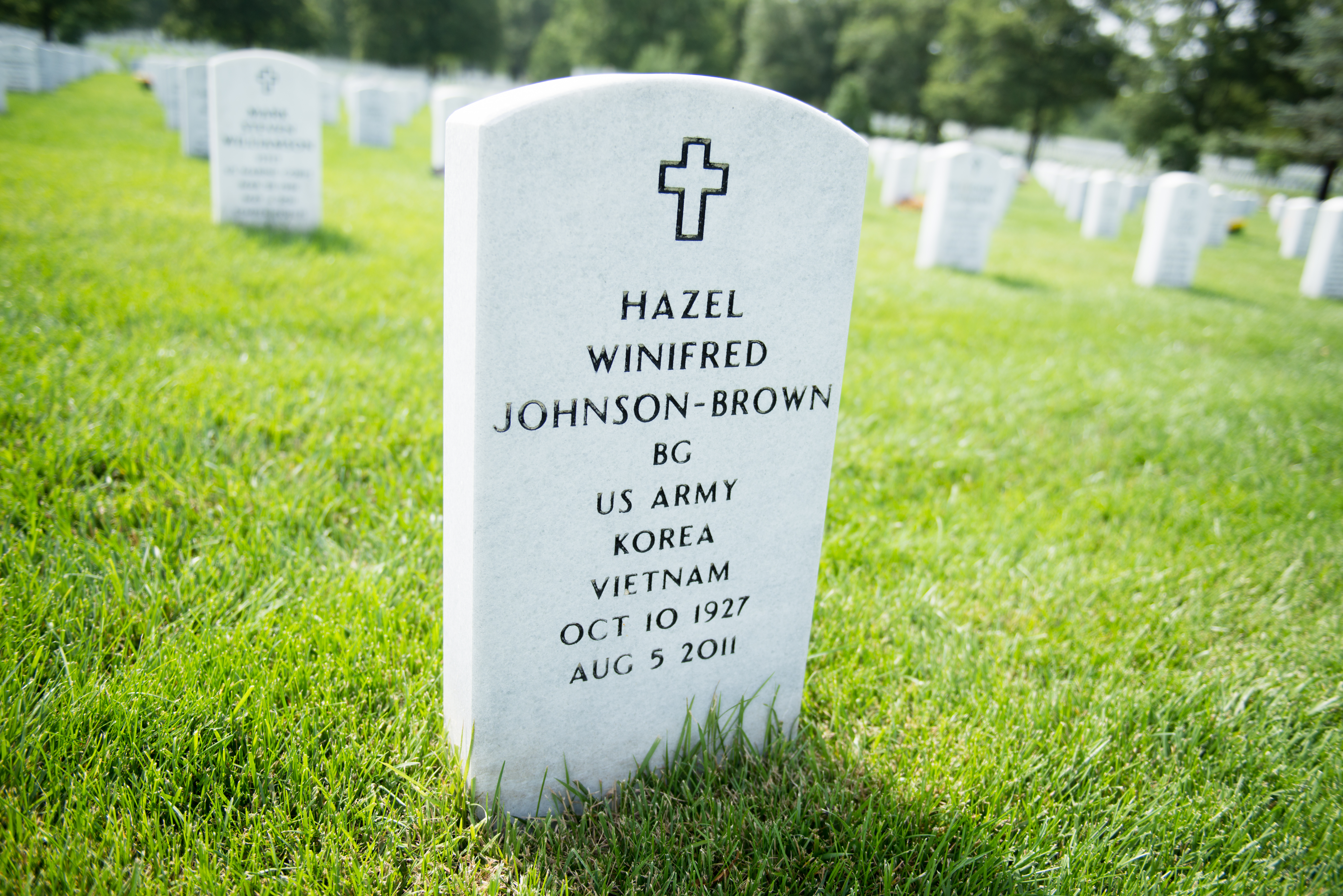
قبر الجنرال جونسون براون في مقبرة أرلينغتون الوطنية.

توفيت جونسون براون في ويلمنجتون بولاية ديلاوير في 5 أغسطس 2011 بينما كانت في طريقها إلى المستشفى. ودفنت في مقبرة أرلينغتون الوطنية .

## مرتبة الشرف
- جائزة كانداس، الصحة، الائتلاف الوطني لـ 100 امرأة سوداء، 1984.[10]
- درجة فخرية ، جامعة لونغ آيلاند، 1997.[9]

## جوائز عسكرية
- وسام الخدمة المتميزة
- وسام الجدارة
- وسام الخدمة الممتازة
- وسام الجيش بالثناء [9]

## روابط خارجية
1. 7 حقائق حول العميد الجنرال هازل دبليو جونسون براون